# جانگی‌قرغان
جانگی‌قرغان (قزاقی: Жаңақорған)  یک منطقهٔ مسکونی در قزاقستان است که در استان قزل‌اوردا واقع شده‌است.